# Roland Temme
Roland „Balou“ Temme (* 20. Dezember 1953; † 6. August 2021) war ein deutscher Musikmanager und Konzertveranstalter.

## Werdegang
Temme wuchs in Emmerich am Rhein auf und machte am dortigen Städtischen Willibrord-Gymnasium Abitur. Für die Kölner Band BAP arbeitete er ab 1981 zunächst als Tourmanager, dann als Veranstalter und bis 1999 als Manager. Mit eigenen Firmen veranstaltete er seit den frühen 1980er-Jahren zahlreiche Konzerte, darunter auch die Stadiontourneen 1992 und 1999 von Marius Müller-Westernhagen. Er galt über viele Jahre als einer der einflussreichsten Unternehmer im Bereich der Musikveranstaltungen und arbeitete mit Künstlern wie Peter Maffay, Udo Lindenberg oder André Rieu zusammen. Ebenso veranstaltete er den Weihnachtsmarkt am Kölner Dom. Mit Kunst- und Kulturfesten engagierte er sich gegen Rechtsextremismus.
Am 4. April 2016 erhielt Roland Temme zusammen mit Udo Lindenberg in Frankfurt am Main den Preis der Jury des Live-Entertainment-Awards (LEA).
Temme war im Rahmen seiner unternehmerischen Tätigkeiten u. a. Hauptinvestor und Mitgeschäftsführer der in 2016 in St. Wendel gegründeten Eismanufaktur Charlotte. Nach dem plötzlichen und unerwarteten Tod Temmes geriet das Unternehmen in finanzielle Not, welche letztlich zur Insolvenz des Unternehmens führte.